# 米歇尔堡 (肯塔基州)
米歇尔堡（英語：Fort Mitchell），是美国肯塔基州的一座城市。建立于1909年，面积约为8.3平方公里（3.2平方英里）。根据2010年美国人口普查，该市的人口为8,207人。